# Hyalopomatus marenzelleri
Hyalopomatus marenzelleri är en ringmaskart som beskrevs av Langerhans 1884. Hyalopomatus marenzelleri ingår i släktet Hyalopomatus och familjen Serpulidae. Inga underarter finns listade i Catalogue of Life.